# Paul Kretschmer
Paul Kretschmer (Berlino, 2 maggio 1866 – Vienna, 9 marzo 1956) è stato un linguista e filologo tedesco, che studiò le interrelazioni delle lingue indoeuropee e mostrò come furono influenzate da lingue non indoeuropee, come la lingua etrusca.

## Biografia
Nacque a Berlino dove studiò filologia classica e indoeuropea con Hermann Diels.
Il suo studio sugli elementi pre-greci nel greco antico uscì nel 1896, intitolato Einleitung in die Geschichte der griechischen Sprache' (in italiano "Introduzione alla storia della lingua greca").
Confrontando i nomi di luogo greci con i loro omologhi stranieri nell'antica Anatolia, egli concluse che una cultura non greca e mediterranea aveva preceduto i Greci, lasciando ampie tracce linguistiche. Le scoperte dell'archeologo Sir Arthur Evans a Cnosso, Creta, intorno al 1900 confermarono in qualche modo le opinioni di Kretschmer.
Dopo una cattedra alla Università di Marburg in Germania (1897-99), Kretschmer occupò la cattedra di linguistica comparativa alla Università di Vienna, dove rimase fino al 1936.
Aderente della scuola di linguistica dei neogrammatici, che sottolineava la rigorosa metodologia comparativa, contribuì anche alla dialettologia greca moderna e favorì lo studio della geografia linguistica tedesca.
Morì a Vienna nel 1956.